# SN 2007aj
SN 2007aj – supernowa typu Ia odkryta 3 marca 2007 roku w galaktyce A124755+5400. W momencie odkrycia miała maksymalną jasność 16,40m.